# Guntmadingen
Guntmadingen (toponimo tedesco) è una frazione di 227 abitanti del comune svizzero di Beringen, nel Canton Sciaffusa.

## Storia

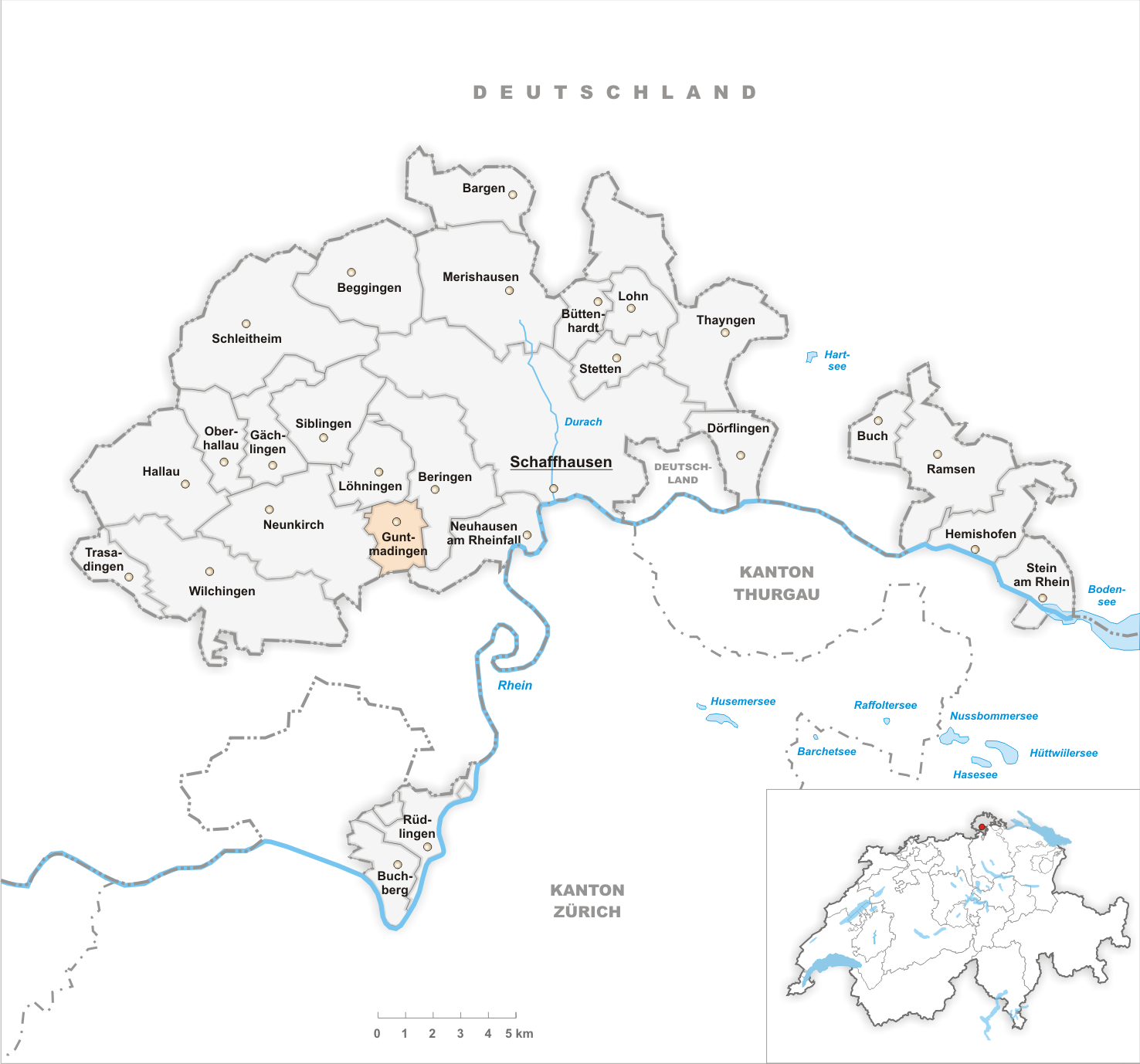
Il territorio del comune di Guntmadingen prima degli accorpamenti comunali del 2013

Fino al 31 dicembre 2012 è stato un comune autonomo che si estendeva per 4,49 km²; il 1º gennaio 2013 è stato accorpato al comune di Beringen.